# Plichta
Pour les articles homonymes, voir Plichta.
Plichta est un village polonais de la voïvodie de Varmie-Mazurie, dans le powiat d'Ostróda.